# Dendrodoa aggregata
Dendrodoa aggregata är en sjöpungsart som först beskrevs av Rathke in Müller 1806.  Dendrodoa aggregata ingår i släktet Dendrodoa och familjen Styelidae. Arten är reproducerande i Sverige. Inga underarter finns listade i Catalogue of Life.